# バルグジン山脈
バルグジン山脈（ロシア語: Баргузи́нский хребе́т、ブリヤート語: Баргажанай шэлэ）はロシア連邦ブリヤート共和国のザバイカル地域の山脈で、標高2,840メートル、全長280キロメートル、バイカル湖の北東岸に沿う。
西はバルグジン川河谷、北東はスタノヴォイ山脈に接する。

## バルグジン山脈の特徴
岩場と鋭い峰々および急峻な斜面よりなり、全体が渓谷で分断されている。
西斜面はマツ・カラマツ林およびモミ・ヒマラヤスギのタイガが育つ。東斜面はカラマツ林が主。山脈の湧水は鉱泉水。
山脈の西側にバルグジン自然保護区を有する。

## 文芸上に現れたバルグジン
19世紀から歌い続けられてきたロシア民謡（流行歌）「栄えある海、聖なるバイカル」（Славное море - священный Байкал）では 、シベリアに流刑された者が逃げ出して、魚を詰める樽に身を隠してバイカル湖を渡る時に、１番歌詞で
さあ、バルグージンの風よ、吹いてくれよ。

でかしたぞ、行く先はもう遠くないぞ。

と歌う。作詞は詩人のドミトリー・ダヴィドフ（Дмитрий Павлович Давыдов）である。曲はポーランドのロシア帝国からの独立運動の中で生まれた反体制愛国歌「ニーメン川のために」という説がある。